# Tendla
Tendla (o, anche, Tenedla o Tinedla) è un comune dell'Algeria, situato nel distretto di Djamaa, parte della provincia di El M'Ghair.

## Etimologia
È possibile che il nome derivi dal metodo di sterilizzazione detto tindalizzazione, parola a sua volta derivata dall'inventore del metodo stesso John Tyndall.

## Geografia
La città è circondata dalla porzione settentrionale delle piantagioni di palme caratteristiche di Djamaa.
Il comune è collegato dalla strada regionale W303 alla vicina autostrada nazionale N3. Le due strade si incrociano nei pressi del villaggio di Arfiane El Bared, compreso nel territorio del comune.

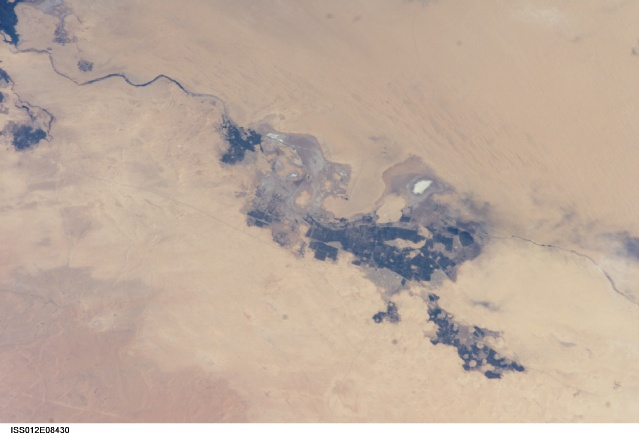
Djamaa e Tendla fotografate dall'Stazione spaziale internazionale (Tendla si trova nella porzione in alto a sinistra del conglomerato centrale)

## Demografia
Le ultime informazioni riguardo la demografia del comune sono fornite dall'Office national des statistiques, ovvero l'Ufficio nazionale delle statistiche algerino.
La popolazione è passata da 8.033 nel 2002 e 9.193 nel 2008 e registrando un tasso di crescita annuale, tra il 1998 e il 2008, dell'1.4%.
Tra la popolazione di età superiore ai 6 anni, il 21% non è istruito, il 33.6% ha ottenuto un'istruzione primaria, il 27.3% di livello medio, il 13.6% secondaria e il 3.4% un'istruzione superiore.
Fra la popolazione di età superiore ai 15 anni, il tasso di alfabetizzazione è del 73.8%, mentre quello di analfabetismo è del 26.0%.

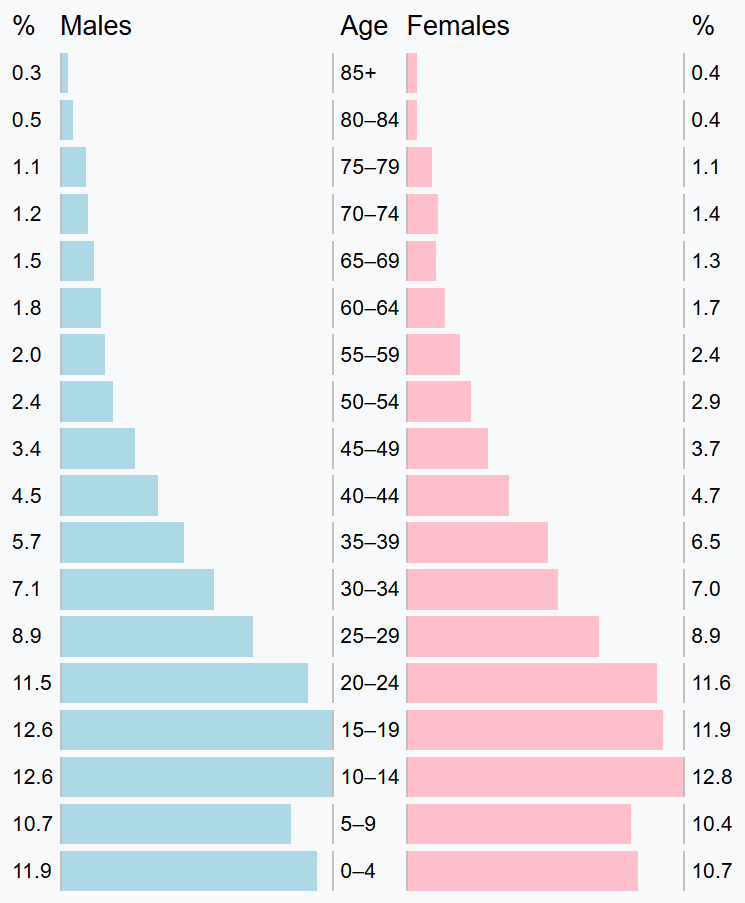
Piramide delle età di Tendla

Il tasso di occupazione fra i cittadini di età superiore ai 15 anni è del 37.3%.